# Amsterdam (voilier)
Pour les articles homonymes, voir Amsterdam (homonymie).
L’Amsterdam était un bateau marchand de la Compagnie néerlandaise des Indes orientales (en ancien néerlandais : Vereenigde Oostindische Compagnie ou VOC), qui disparut près de Hastings en 1749 au cours de son premier voyage.

## Premier voyage
L’Amsterdam fut construit en 1748 dans les chantiers de la VOC à Amsterdam et fut mis à l'eau à la fin de la même année.  Le 8 janvier 1749 le bateau entreprit son premier voyage vers l'Orient au départ du Texel.
Le bateau transportait l'équipage normal pour ce type de navire, soit 203 hommes, parmi lesquels le capitaine Willem Klump, un contingent de soldats (127 hommes) et 5 passagers.  Le chargement était composé de marchandises (textiles et vin), de ballast (pierres de construction et canons), d'articles d'usage courant pour les VOC en Orient (papier, plumes, ustensiles, etc.) ainsi que de provisions.  La cargaison comprenait également 27 coffres d'argenteries, qui à l'époque valaient environ 300 000 gulden, soit actuellement plusieurs millions d'euros.

## Naufrage
En raison d'une tempête du sud-ouest, il ne fut pas possible de partir en direction du sud au départ du Texel. À la troisième tentative, le capitaine Klump chercha la protection d'une baie près de Hastings en Angleterre. Le bateau perdit son gouvernail en touchant un banc de sable, ce qui l'amena à jeter l'ancre dans la baie de Pevensey. Une épidémie emporta cinquante hommes d'équipage entre le 8 janvier et le 26 janvier. La tempête continuant à faire rage, le capitaine fut obligé de mettre l’Amsterdam sur la plage, à Bulverhythe afin de préserver le reste de l'équipage et d'éviter que le bateau ne coule.
L'équipage a réussi à revenir à terre et à emporter la plus grande partie de l'argenterie. Des pilleurs ont immédiatement pris le bateau d'assaut. Après quelques jours de pillage, les troupes britanniques en ont repris le contrôle.
Pendant les trois semaines suivantes, la VOC a multiplié les tentatives pour sauver le bateau, mais en vain. L’Amsterdam s'enfonça dans l'argile et fut inondé. Le 11 mars 1749, la VOC interrompit toutes les tentatives de sauvetage. L’Amsterdam s'enfonça plus encore.  L'épave est encore sur place actuellement.
Quelques objets ont été retrouvés du bateau et sont maintenant dans un musée à Hastings, à l'exception de l'ancre, qui se trouve aux Docks de St Katharine en Londres comme art public.

## Siècles suivants

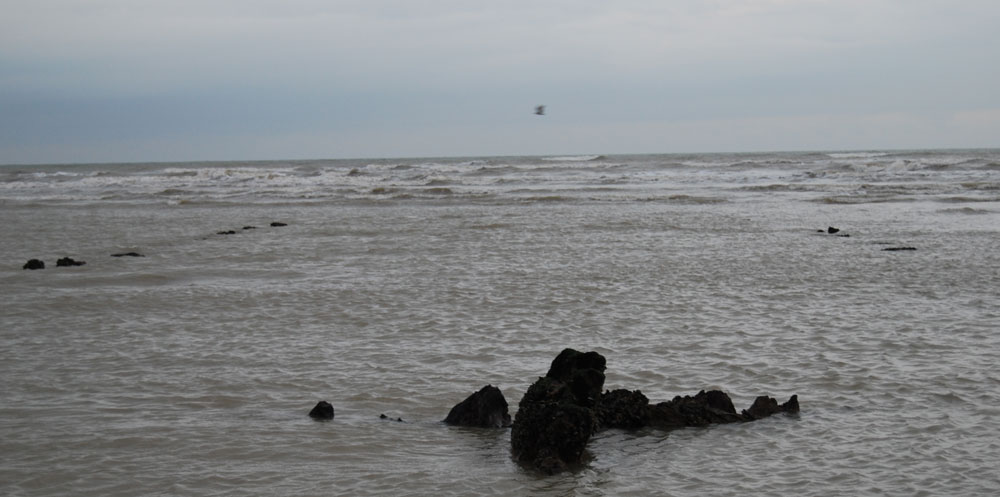
Épave de lAmsterdam.

Au cours des siècles suivants, des chasseurs de trésors ont fouillé régulièrement l'épave, à la recherche de restes de la cargaison.  En 1969 une marée anormalement basse a remis l'épave à nu. Diverses fondations et associations ont œuvré à sauvegarder l'épave pour la maintenir dans son état actuel, comme patrimoine historique. Des mesures ont été prises afin de la protéger de la mer et du vent, entre autres l'installation d'une construction en poutres et plaques métalliques, servant de brise-lames.
En 1983, 1984 et 1985, la fondation VOC-schip Amsterdam fit procéder à des fouilles.
En 1999 on enleva la construction de poutrelles métalliques, par crainte que celle-ci n'endommage l'épave. En 2002, il fut tenté d'emballer l'épave dans des rouleaux de sable.
En juin 1985 parut une histoire de Bob et Bobette intitulée Panique sur l'« Amsterdam » (album n°202). Cette histoire se passe sur le bateau à l'époque de la catastrophe. Parallèlement à l'édition en quadrichromie, il y a eu deux éditions spéciales de l'album destinées à récolter des fonds pour les fouilles près de Hastings. La même année, la décision fut prise de construire une réplique du bateau. Les fonds récoltés par la vente des albums de Bob et Bobette ont finalement été destinés à la construction de cette réplique.

## Un nouvelAmsterdam

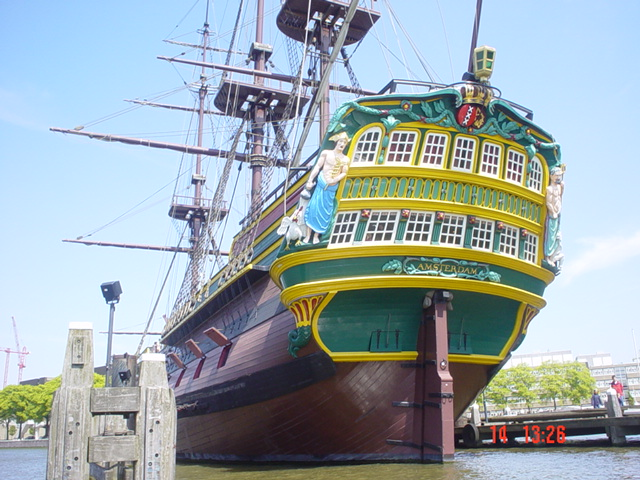
La poupe de l’Amsterdam.

À la fin du XXe siècle, l'intérêt historique pour la VOC et son rôle dans l'histoire des Pays-Bas ont pris de l'ampleur. Des plans ont été conçus pour construire des répliques des bateaux de la VOC, dont l’Amsterdam. 400 bénévoles de la fondation Stichting Amsterdam Bouwt Oostindiëvaarder (SABO) ont construit la réplique de l’Amsterdam entre 1985 et 1990.
Depuis 1990, la réplique est située face au musée néerlandais de la marine (Nederlands Scheepvaartmuseum) à Amsterdam.
Entre février 2007 et jusqu'à la fin 2009, le navire était amarré au centre scientifique NEMO, en raison d'importants travaux au musée de la marine.